# Emil Brunner
Heinrich Emil Brunner (Winterthur, 1882 – Zurigo, 1966) è stato un teologo e pastore riformato svizzero.
Docente all'università di Zurigo dal 1924 al 1953, fu grande sostenitore di Karl Barth, ma nel 1927 abbandonò le teorie barthiane e introdusse la decisione personale nel processo di giustificazione, aprendo così nuove prospettive sulla predestinazione.